# Мирандски език
Мирандският език (на португалски: Mirandês или língua mirandesa; на мирандски: Lhéngua mirandesa) е астуро-леонски език, говорен в източната част на Португалия, част от няколко взаимно разбираеми западноромански диалекта, говорени и в Испания. Лингвистично астуро-леонските диалекти се класифицират като диалекти на един език, но по политически причини се говори за три езика: астурски в испанската автономна област Астурия, леонски в западните части на провинциите Леон, Самора и Саламанка и мирандският (в червено на картата вдясно) в селищата около граничния град Миранда ду Доуру в източната част на окръг Браганса, Потугалия. Астуро-леонските езици са класифицирани от ЮНЕСКО като застрашени.
Мирандският език (на практика южнолеонски диалект) е говорен в град Миранда ду Доуру и едноименната община Миранда ду Доуру, Португалия. През 19 век, Жозе Лейте ди Вашкунселуш описва мирандския като:
| „ | езика на фермите, работата, дома и любовта | “ |

отбелязвайки, че това е напълно отделен език от португалски. От 1986/1987 езикът е преподаван на ученици между 10 и 11 години и днес мирандският се възстановява. Мирандският има по-малко от 5000 носители, но числото достига 15 000, ако се броят и тези, на които той е втори език. В това число към 2000 година 10 000 души го използват регулярно и 5000 го използват, когато се завърнат в областта.
Португалия предприема стъпки за защита на мирандския, като официално го признава за втори официален език след португалския в 1999 година. Регулиран е от Института за мирандски език. Голяма част от лексиката на мирандския и португалския е обща.

## Варианти
Съществуват три мирандски диалекта, които са част от по-широкия западен астуро-леонски диалект: граничен мирандски (Mirandés Raiano), централен мирандски (Mirandés Central) и сендински (Sendinés). Говорещите мирандски, също така говорят и португалски, а някои и кастилски. Основните разлики между мирандския в Поргугалия и другите астуро-леонски диалекти в Испания са следствие на влиянието на доминантните езици в съответните държави – мирандският е повлиян фонетично и лексикално от португалския, а астуро-леонските диалекти в Испания – от кастилския. Мирандският и астурският имат различни правописи, които респективно отразяват тези на основните национални езици.

## Примерни текстове
Примерен текст на мирандски език е следният текст, написан от Амадеу Ферейра, публикуван в португалския вестник „Публико“ на 24 юли 2007 година и съпоставен с астурския и леонския.
| Мирандски: | Леонски: | Астурски: |
| Muitas lhénguas ténen proua de ls sous pergaminos antigos, de la lhiteratura screbida hai cientos d'anhos i de scritores hai muito afamados, hoije bandeiras dessas lhénguas. Mas outras hai que nun puoden tener proua de nada desso, cumo ye l causo de la lhéngua mirandesa. | Muitas llinguas tien arguyu de los sous pergaminos antiguos, de la lliteratura escrita van cientos d'annos y d'escritores bien famosos; guei bandeiras d'eisas llinguas. Peru hai outras que nun pueden tener arguyu de nada d'eisu, cumu ye'l casu de la llingua mirandesa. | Munches llingües tienen arguyu de los sos pergaminos antiguos, de la lliteratura escrita hai cientos d'años y d'escritores enforma famosos, güei banderes d'eses llingües. Pero hai otres que nun pueden tener arguyu de nada d'eso, como ye'l casu de la llingua mirandesa. |

Същият текст, съпоставен с португалския език:
| Мирандски: | Португалски: |
| Muitas lhénguas ténen proua de ls sous pergaminos antigos, de la lhiteratura screbida hai cientos d'anhos i de scritores hai muito afamados, hoije bandeiras dessas lhénguas. Mas outras hai que nun puoden tener proua de nada desso, cumo ye l causo de la lhéngua mirandesa. | Muitas línguas têm orgulho dos seus pergaminhos antigos, da literatura escrita há centenas de anos e de escritores muito famosos, hoje bandeiras dessas línguas. Mas há outras que não podem ter orgulho de nada disso, como é o caso da língua mirandesa. |

## Национално внимание
След даването на мирандския език статус на втори официален език в Португалия след португалския, мирандският е обект на внимание през последните години и от други части на Португалия. Месечна хроника на мирандски е публикувана в португалския национален всекидневник „Публико“ от изследователя и писател Амадеу Ферейра. Първи том на „Приключенията на Астерикс“ е преведена от Ферейра на мирандски език в 2005 година под името Asterix, L Goulés (Астерикс и Голиат) и се продава в цяла Португалия. В 2011 година са преведени на мирандски четирите евангелия от Новия завет на Библията.